# Cratere Boss
Boss è un cratere lunare di 50,2 km, intitolato all'astronomo statunitense Lewis Boss e situato nella parte nord-orientale della faccia visibile della Luna.

## Crateri correlati
Alcuni crateri minori situati in prossimità di Boss sono convenzionalmente identificati, sulle mappe lunari, attraverso una lettera associata al nome.
| Boss | Coordinate            | Diametro (in km) |
| ---- | --------------------- | ---------------- |
| A    | 52°12′36″N 80°10′48″E | 29,19            |
| B    | 52°01′12″N 78°07′48″E | 14,5             |
| C    | 52°15′36″N 76°40′12″E | 22,78            |
| D    | 44°21′36″N 87°35′24″E | 15,59            |
| F    | 54°10′12″N 89°05′24″E | 30,49            |
| K    | 49°31′48″N 81°09′00″E | 20,44            |
| L    | 50°51′00″N 82°28′48″E | 40,95            |
| M    | 51°54′00″N 83°52′12″E | 12,95            |
| N    | 52°01′48″N 85°48′00″E | 15,42            |